# Yoav
Yoav Sadan (hebreo: יואב; Tel Aviv, 1979) cantautor sudafricano de origen israelí. 
Su madre era una cantante de ópera sudafricana y su padre un arquitecto de Rumanía establecido en Israel durante la Segunda Guerra Mundial. 
Su música está compuesta exclusivamente de voz y guitarra y el éxito le llegó en 2008 con su primer álbum Charmed And Strange. El tema  Adore Adore se usó en un episodio de El mentalista.

## Discografía

### Álbumes
- Charmed & Strange (2008)

1. Adore Adore - 5:36
2. Club Thing - 4:24
3. Live - 4:10
4. One by One - 3:47
5. There Is Nobody - 3:56
6. Wake Up - 3:21
7. Beautiful Lie - 5:10
8. Angel and the Animal - 5:06
9. Sometimes... - 4:49
10. Yeah, The End - 3:27
11. Where Is My Mind - 3:25 ( Pixies)
12. Wasteland Waltz (bonus en el Reino Unido)

- A Foolproof Escape Plan (2010)

1. Greed - 4:34
2. Moonbike - 3:39
3. Safety In Numbers - 3:36
4. Yellowbrite Smile - 3:47
5. Spidersong - 3:58
6. Little Black Box - 3:50
7. Easy Chair - 5:01
8. Anonymous - 4:13
9. 6/8 Dream - 3:51
10. We All Are Dancing - 4:06

- Blood Vine (2012)

1. "To the Woods" – 0:41
2. "Know More" – 3:53
3. "Karaoke Superstar" – 3:07
4. "Blink" –  4:46
5. "Keep Calm Carry On" – 4:40
6. "Everything Is..." – 1:48
7. "Pale Imitation" – 3:43
8. "Hotel Oblivion" – 3:57
9. "Sign of Life" – 5:08
10. "Shiver #7" – 3:49
11. "Malice in the Garden" – 3:30

### Sencillos
- Club Thing (2008) - DIN #18, SUI #72[3]
- Beautiful Lie (2008)
- There Is Nobody (conj Ariane Moffatt)
- Adore Adore (2008)
- Yellowbrite Smile (2010)
- We All Are Dancing - DIN #33
- Blink (2012)